# McNeil (rivière)
Pour les articles homonymes, voir McNeil.

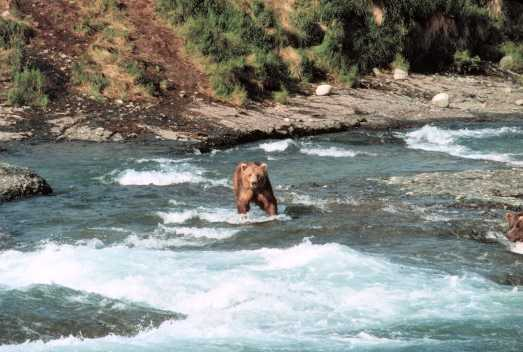
Un ours dans la McNeil (date inconnue).

La rivière McNeil est un cours d'eau d'Alaska, aux États-Unis, qui coule dans le borough de la péninsule de Kenai.

## Description
Longue de 22 milles (35 km), elle prend sa source dans un glacier et coule en direction du nord-est jusqu'à McNeil Cove à 34 milles (55 km) au sud-ouest de l'île Augustine, dans la chaîne des Aléoutiennes.
Son nom lui a été donné en l'honneur de Charlie McNeil, un propriétaire terrien local, et a été référencé en 1923 par R.H. Sargent, de l'United States Geological Survey.

## Sources
- (en) « McNeil (rivière) », Geographic Names Information System